# 卡拉氏兵鯰
卡拉氏兵鯰，為輻鰭魚綱鯰形目美鯰科的其中一種，為熱帶淡水魚。分布於南美洲伊瓜蘇河下游流域，體長可達5.3公分，棲息在底層水域，生活習性不明。

## 扩展阅读
維基物種上的相關：卡拉氏兵鯰